# Kløft
En kløft eller en slugt er defineret som en dyb sprække, en aflang fordybning eller en sænkning, som er åben i den ene ende.
En kløft er en dal, som har stejle sider f.eks. pga. en flods erosion.

## Kendte kløfter
- Samaria-kløften
- Tarakløften, Tarakløften – Europas største/verdens andenstørste.
- Grand Canyon (USA).
- Olduvai-slugten (Afrika).
- Jutulhogget (Østerdalen) i Hedmark fylke i Norge.
- Aareschlucht ved Meiringen i Schweiz.